# Protuberanza solare

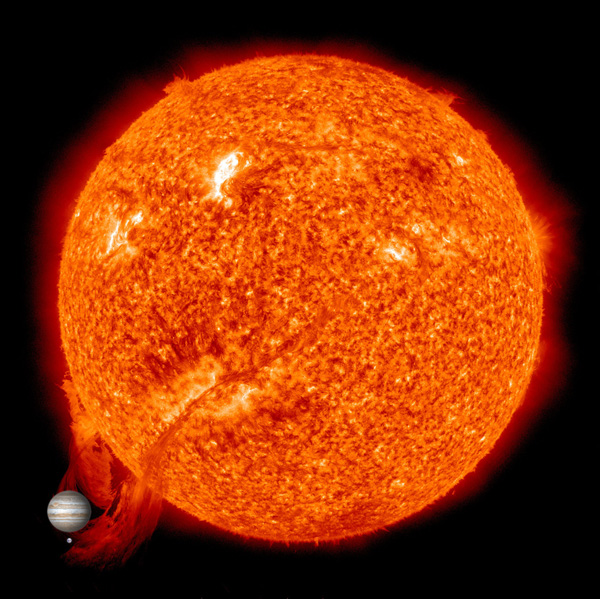
Protuberanza solare con un'immagine di Giove e della Terra per comparazione della dimensione.

Una protuberanza solare è un enorme e luminoso getto di plasma solare che, partendo dalla cromosfera, si estende nella zona della corona solare allontanandosi per migliaia di chilometri, spinto dalle forze del campo magnetico del Sole. La composizione dei gas in esso contenuti è simile a quella della cromosfera.
Una protuberanza si può formare in circa una giornata, e può persistere per diverse settimane. Alcune protuberanze possono frammentarsi e dare origine a giganteschi brillamenti. La protuberanza osservata nel 1997 dalla sonda solare SOHO raggiunse una distanza di 350.000 chilometri dalla superficie del Sole, mentre la lunghezza di una protuberanza osservata il 5 agosto 2012 raggiunse una lunghezza di 800.000  km. Nonostante i molti studi, il meccanismo secondo cui si formano le protuberanze non è ancora molto chiaro.

## Galleria d'immagini
- Video
- Protuberanza solare
- Protuberanza solare del 13 settembre 2012
- Protuberanza solare del 23 settembre 2012
- Protuberanza solare del 16 settembre 2012
- Protuberanza solare del 31 dicembre 2012

Immagini
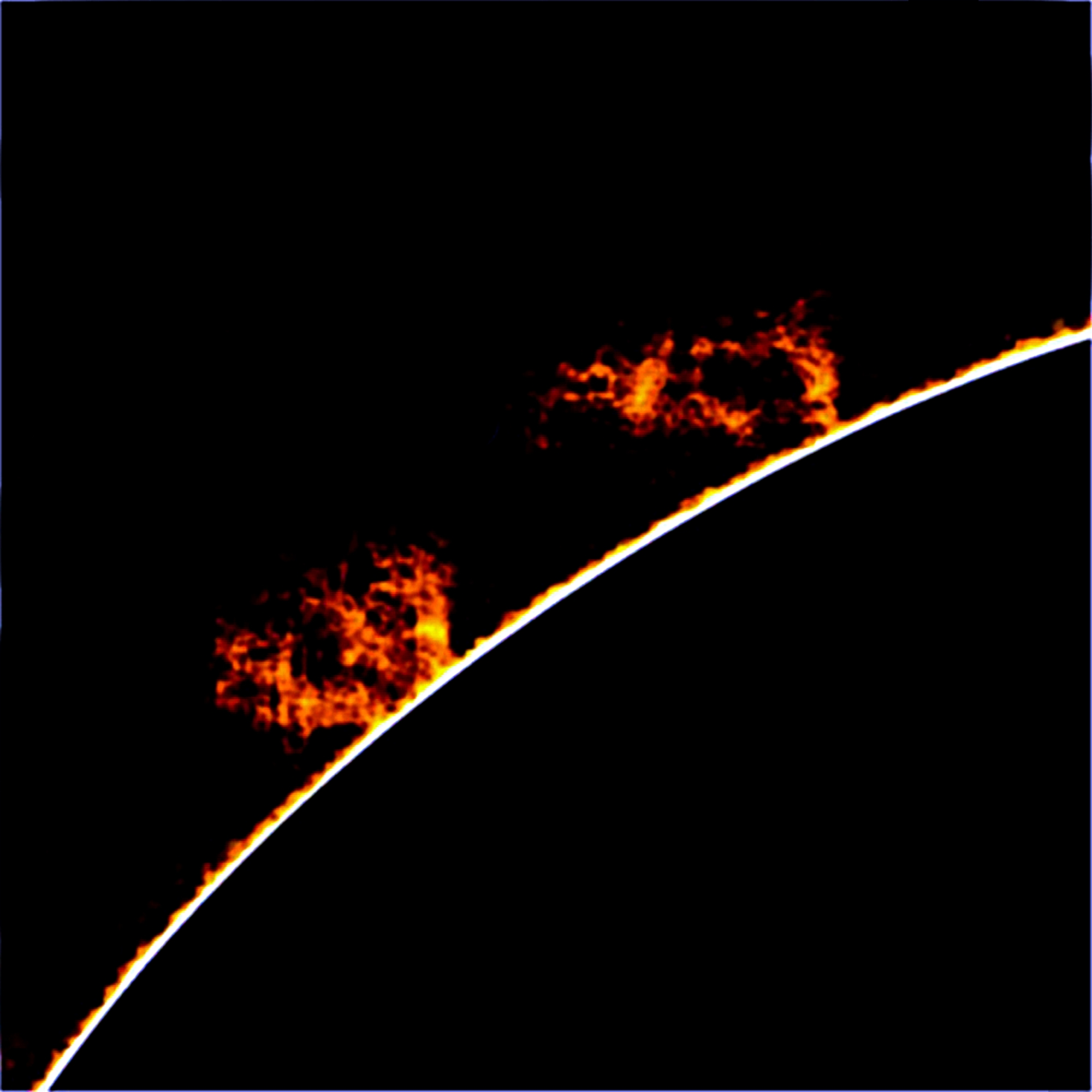
Protuberanza solare.
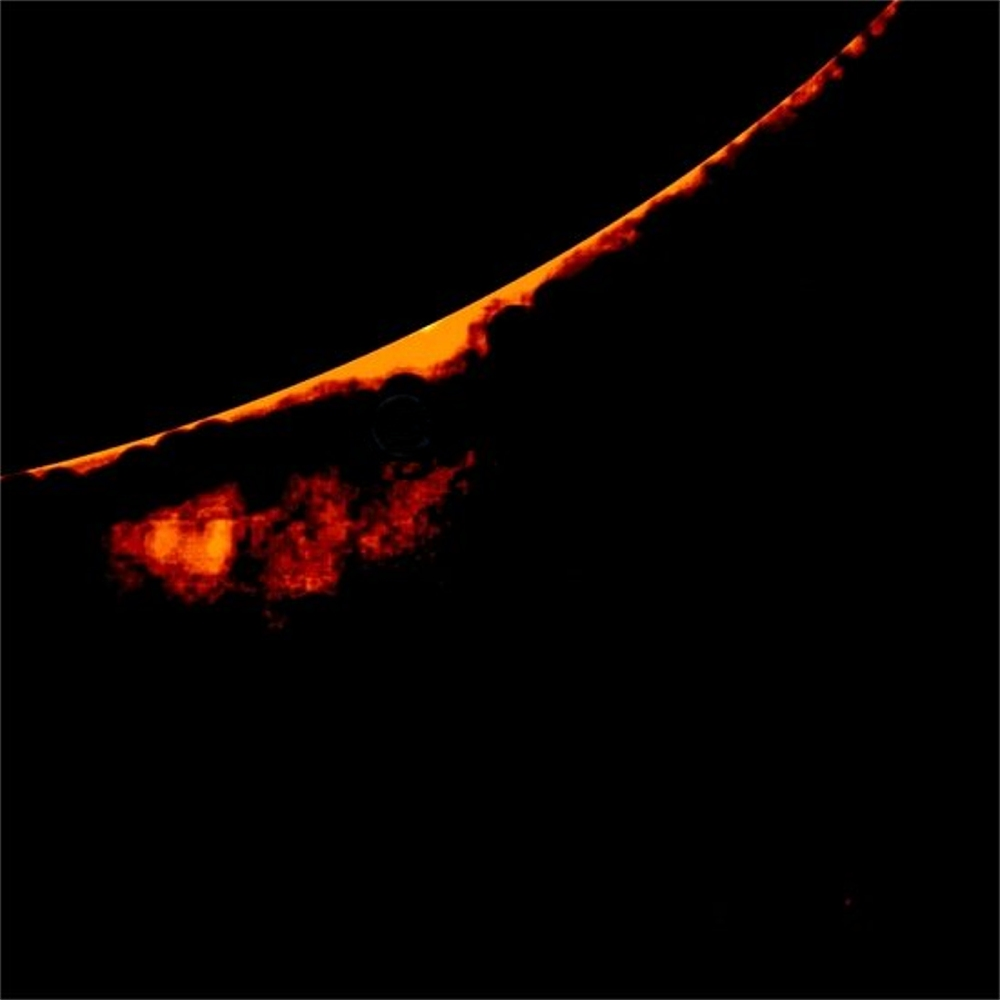
Distacco di una protuberanza solare.
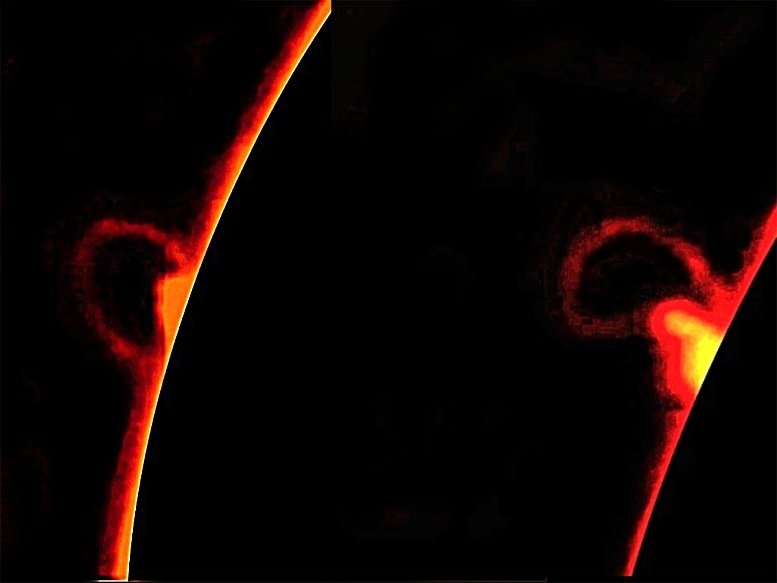
Protuberanza solare prima e dopo il distacco.
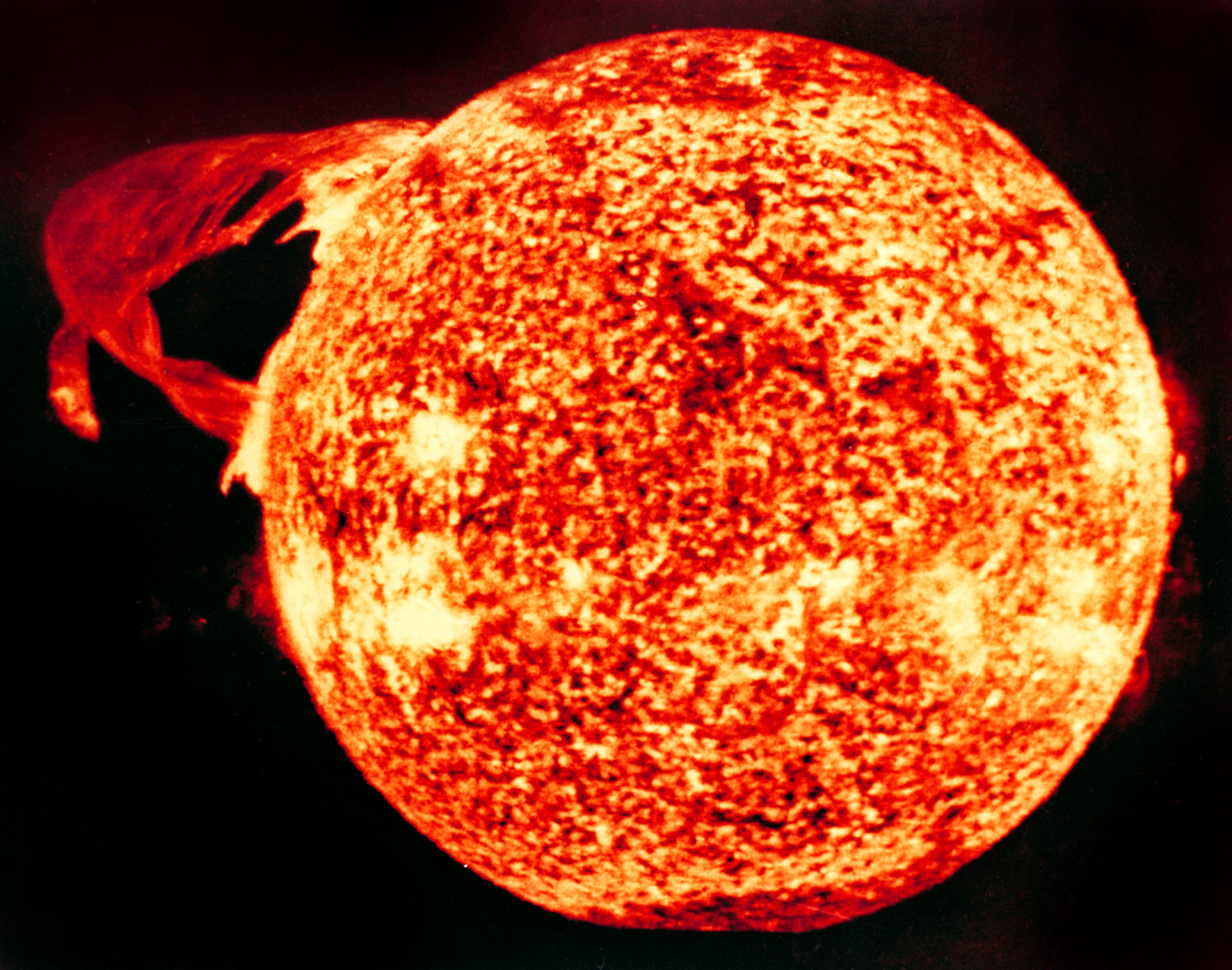
Protuberanza solare vista dallo Skylab nel 1973.
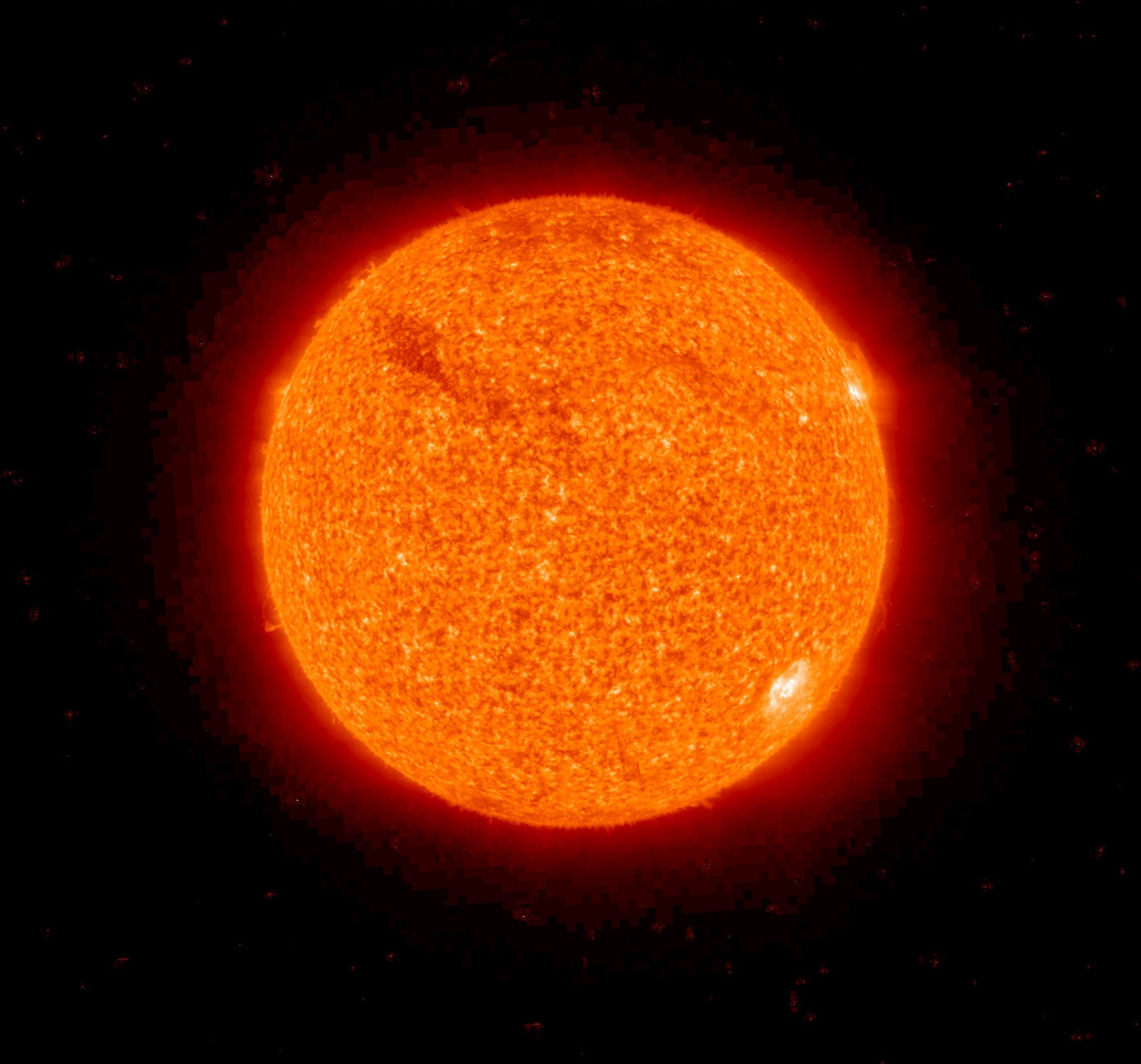
Protuberanza solare vista dalla sonda STEREO all'inizio del fenomeno.
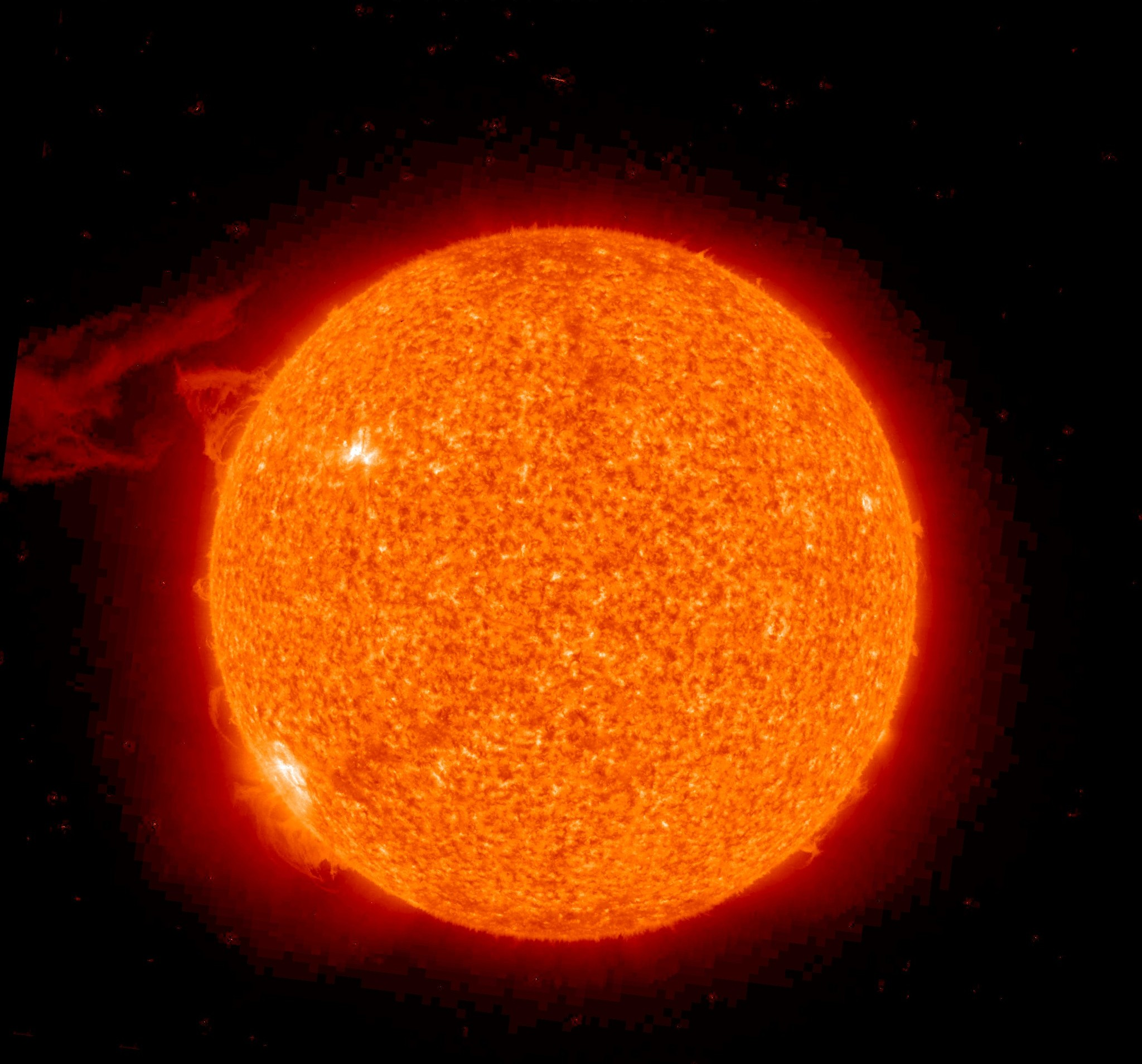
Protuberanza solare vista dalla sonda STEREO alla fine del fenomeno.
Protuberanza solare (in rosso) visibile attorno ai bordi del Sole durante l'eclisse.